# Danny Everett
Danny Everett (Van Alstyne; 1 de enero de 1966) fue un atleta estadounidense, especializado en la prueba de 4x400 m en la que llegó a ser campeón mundial en 1987.

## Carrera deportiva
En el Mundial de Roma 1987 ganó la medalla de oro en los relevos 4 × 400 metros, con un tiempo de 2:57.29 segundos que fue récord de los campeonatos, llegando a la meta por delante de Reino Unido y Cuba, siendo sus compañeros de equipo: Roddie Haley, Antonio McKay y Butch Reynolds.